# Edward Graff
Edward Graff (ur. 20 sierpnia 1898 w San Francisco, zm. 19 marca 1954 w Sonomie) – amerykański sportowiec i trener, olimpijczyk, zdobywca złotego medalu w turnieju rugby union na Letnich Igrzyskach Olimpijskich w 1924 roku w Paryżu.

## Życiorys
Podczas studiów na University of California, Berkeley występował w barwach California Golden Bears.
Z reprezentacją Stanów Zjednoczonych zagrał w turnieju rugby union na Letnich Igrzyskach Olimpijskich 1924. Wystąpił w obu meczach tych zawodów, w których Amerykanie na Stade de Colombes pokonali 11 maja Rumunię 37–0, a tydzień później Francję 17–3. Wygrywając oba pojedynki Amerykanie zwyciężyli w turnieju zdobywając tym samym złote medale igrzysk.
Były to jego jedyne występy w reprezentacji kraju.
W 1931 roku powrócił do Berkeley, gdzie objął funkcję trenera California Golden Bears, którą piastował do 1937 roku, następnie zaś prowadził zespół Olympic Club do sukcesów w kalifornijskim rugby.
Wraz z pozostałymi amerykańskimi złotymi medalistami w rugby union został w 2012 roku przyjęty do IRB Hall of Fame.